# ブレイズ・メディア
ブレイズ・メディア（Blaze Media）は、アメリカ合衆国の保守系メディア会社。この会社の指導部は、CEOのタイラー・カルドンと社長のガストン・ムーニーで構成されている。